# Championnat du Danemark d'échecs
Le championnat du Danemark d'échecs est une compétition d'échecs  organisée par l'Union danoise des échecs (DSU) qui s'est tenu pour la première fois en 1910.
Un tournoi de maîtres a été organisé pour la première fois en 1915 mais ce n'est qu'à partir de 1922 que le titre de « champion d'échecs du Danemark » a été introduit, c'était la première année que les joueurs de Copenhague se joignaient à cette compétition.

## Vainqueurs
| Année | Ville         | Vainqueur                     | Notes |
| ----- | ------------- | ----------------------------- | --- |
| 1910  | Randers       | Johannes Kruse                | |
| 1911  | Odense        | Gyde Jørgensen                | |
| 1912  | Lemvig        | M. Weye                       | |
| 1913  | Slagelse      | Age Kier                      | |
| 1914  | Aarhus        | Axel Salskov                  | |
| 1915  | Horsens       | Johannes Giersing             | |
| 1916  | Copenhague    | J. Juhl                       | |
| 1917  | Grenaa        | Egil Jacobsen                 | |
| 1918  | Nykøbing      | Liss Olof Karlsson            | |
| 1919  | Middelfart    | Frederik Immanuel Weilbach    | |
| 1920  | Aalborg       | Johannes Petersen Hans Denver | |
| 1921  | Roskilde      | F. Thomsen                    | |
| 1922  | Copenhague    | Egil Jacobsen                 | |
| 1923  | Copenhague    | Erik Andersen                 | |
| 1924  | Randers       | Age Kier                      | |
| 1925  | Aarhus        | Erik Andersen                 | |
| 1926  | Sønderborg    | Erik Andersen                 | |
| 1927  | Vordingborg   | Erik Andersen                 | |
| 1928  | Horsens       | Jacob Gemzøe                  | |
| 1929  | Copenhague    | Erik Andersen                 | |
| 1930  | Svendborg     | Erik Andersen                 | |
| 1931  | Frederikshavn | Erik Andersen                 | |
| 1932  | Esbjerg       | Erik Andersen                 | |
| 1933  | Nakskov       | Erik Andersen                 | |
| 1934  | Vejle         | Erik Andersen                 | |
| 1935  | Copenhague    | Erik Andersen                 | |
| 1936  | Herning       | Erik Andersen                 | |
| 1937  | Odense        | Poul Hage                     | |
| 1938  | Aalborg       | Poul Hage                     | |
| 1939  | Naestved      | Holger Norman-Hansen          | |
| 1940  | Randers       | Jens Enevoldsen               | |
| 1941  | Copenhague    | Bjørn Nielsen                 | |
| 1942  | Nørresundby   | Bjørn Nielsen                 | |
| 1943  | Elseneur      | Jens Enevoldsen               | |
| 1944  | Odense        | Bjørn Nielsen                 | |
| 1945  | Odense        | Christian Poulsen             | |
| 1946  | Nykøbing      | Bjørn Nielsen                 | |
| 1947  | Esbjerg       | Jens Enevoldsen               | |
| 1948  | Aarhus        | Jens Enevoldsen               | |
| 1949  | Copenhague    | Poul Hage                     | En 1949, Poul Hage et Bjørn Nielsen étaient à égalité et devaient disputer un match de départage, mais Nielsen mourut avant le match. |
| 1950  | Aalborg       | Poul Hage                     | En 1950, Poul Hage a terminé à égalité avec Jens Enevoldsen, mais cette fois, le gagnant a été décidé par tirage au sort. |
| 1951  | Odense        | Eigil Pedersen                | |
| 1952  | Herning       | Christian Poulsen             | |
| 1953  | Horsens       | Eigil Pedersen                | |
| 1954  | Aarhus        | Bent Larsen                   | |
| 1955  | Aalborg       | Bent Larsen                   | |
| 1956  | Copenhague    | Bent Larsen                   | |
| 1957  | Odense        | Palle Ravn                    | |
| 1958  | Herning       | Børge Andersen                | |
| 1959  | Aarhus        | Bent Larsen                   | |
| 1960  | Aalborg       | Jens Enevoldsen               | |
| 1961  | Nykøbing      | Eigil Pedersen                | |
| 1962  | Copenhague    | Bent Kølvig                   | |
| 1963  | Odense        | Bent Larsen                   | |
| 1964  | Holstebro     | Bent Larsen                   | |
| 1965  | Aalborg       | Sejer Holm                    | |
| 1966  | Aarhus        | Bjørn Brinck-Claussen         | |
| 1967  | Vejle         | Børge Andersen                | |
| 1968  | Copenhague    | Børge Andersen                | |
| 1969  | Odense        | Ole Jakobsen                  | |
| 1970  | Flensbourg    | Bjørn Brinck-Claussen         | |
| 1971  | Hjørring      | Ole Jakobsen                  | |
| 1972  | Esbjerg       | Svend Hamann                  | |
| 1973  | Copenhague    | Børge Andersen                | |
| 1974  | Vejle         | Ulrik Rath                    | |
| 1975  | Odense        | Gert Iskov                    | |
| 1976  | Aarhus        | Bo Jacobsen                   | |
| 1977  | Copenhague    | Bjørn Brinck-Claussen         | |
| 1978  | Horsens       | Carsten Høi                   | |
| 1979  | Aalborg       | Jens Kristiansen              | |
| 1980  | Odense        | Ole Jakobsen                  | |
| 1981  | Aarhus        | Erling Mortensen              | |
| 1982  | Vejle         | Jens Kristiansen              | |
| 1983  | Copenhague    | Curt Hansen                   | |
| 1984  | Aalborg       | Curt Hansen                   | |
| 1985  | Naestved      | Curt Hansen                   | |
| 1986  | Esbjerg       | Carsten Høi                   | |
| 1987  | Holstebro     | Erling Mortensen              | |
| 1988  | Odense        | Lars Schandorff               | |
| 1989  | Aalborg       | Erling Mortensen              | |
| 1990  | Randers       | Erik Pedersen                 | |
| 1991  | Lyngby        | Erling Mortensen              | |
| 1992  | Aarhus        | Carsten Høi                   | |
| 1993  | Tønder        | Lars Bo Hansen                | |
| 1994  | Aalborg       | Curt Hansen                   | |
| 1995  | Ringsted      | Jens Kristiansen              | |
| 1996  | Randers       | Peter Heine Nielsen           | |
| 1997  | Esbjerg       | Lars Bo Hansen                | Le championnat de 1997 s'est joué sous la forme d'un tournoi toutes rondes de dix joueurs, organisé à Esbjerg du 22 au 30 mars. Le groupe comptait six Grands maîtres internationaux (GMI) pour un Elo moyen de 2487. Il s'agissait donc d'un fort tournoi de catégorie 10 (FIDE). Lars Bo Hansen a gagné avec 6 / 9 et a été le seul joueur à ne pas perdre un match. Curt Hansen, Bent Larsen et Peter Heine Nielsen ont terminé à la deuxième place avec 5,5 point. Les quatre meilleurs joueurs étaient tous des GMI. |
| 1998  | Taastrup      | Curt Hansen                   | Le championnat de 1999 était pour sa part un tournoi toutes rondes de dix joueurs organisé à Aarhus, à partir du 27 mars. Peter Heine Nielsen et Sune Berg Hansen sont à égalité à 6,5/9 points après la dernière ronde, et Nielsen remporte le championnat au départage. |
| 1999  | Aarhus        | Peter Heine Nielsen           | |
| 2000  | Aalborg       | Curt Hansen                   | Le championnat de l'an 2000 s'est joué du 15 au 24 avril à Aalborg. Il avait lui aussi commencé comme un tournoi toutes rondes de dix joueurs, mais l'ancien champion Bent Larsen, âgé de 65 ans, a dû se retirer en raison de problèmes de santé et les parties qu'il a jouées n'ont pas été comptées dans les résultats du tournoi. Le championnat s'est terminé à 9 joueurs, et il a été remporté par Curt Hansen 6.0 / 8 avec un demi-point d'avance sur Peter Heine Nielsen. Les deux ont terminé le tournoi sans défaite, mais Hansen a remporté une victoire de plus que son dauphin. |
| 2001  | Nyborg        | Peter Heine Nielsen           | Le championnat de 2001, toujours sous un format toutes rondes de 10 joueurs, s'est déroulé du 7 au 16 avril à Nyborg. Le favori du tournoi, Peter Heine Nielsen, l'a emporté avec 7.0 points sur 9 possibles. |
| 2002  | Greve         | Sune Berg Hansen              | Le championnat de 2002 s'est déroulé à Greve du 23 au 31 mars, dans le même format que les années précédentes. Le vainqueur Sune Berg Hansen a obtenu le score de 6.5 / 9. |
| 2003  | Horsens       | Peter Heine Nielsen           | Le championnat de 2003 était encore un tournoi toutes rondes à dix joueurs, organisé cette fois à Horsens du 12 au 20 avril. Le favori du tournoi, Peter Heine Nielsen, confirme son statut en finissant avec 7 / 9 points, un demi-point devant Palo Davor, son dauphin. |
| 2004  | Køge          | Steffen Pedersen              | Le championnat de 2004 était un tournoi à élimination directe de 16 joueurs qui s'est tenu à Køge, du 4 au 12 avril. Steffen Pedersen a battu Henrik El Kher en finale pour remporter le championnat. |
| 2005  | Køge          | Sune Berg Hansen              | Le championnat de 2005 est encore un tournoi à élimination directe à 16 joueurs. Il s'est tenu de nouveau à Køge, du 20 au 28 mars. Sune Berg Hansen bat Curt Hansen en finale (2,5-1,5) pour remporter le titre. |
| 2006  | Aalborg       | Sune Berg Hansen              | Le championnat de 2006, qui s'est tenu du 8 au 17 avril à Aalborg, a été organisé de manière particulière. Il s'agissait d'un tournoi d'échecs gladiateurs à dix joueurs. Le système gladiateur est basé sur le principe du tournoi toutes rondes dans lequel seuls les matchs gagnés sont valables. Dans le cas où la partie se termine par un match nul, elle est rejouée avec des couleurs inversées et un temps plus court. Plus précisément, la première partie est jouée de sorte que chaque joueur dispose de 100 minutes pour 40 coups, puis 30 minutes, en ajoutant toujours 30 secondes par coup. En cas d'égalité, les contrôles de temps sont modifiés à 25 minutes, ajoutant 10 secondes par coup. En cas d'un nouveau match nul, les joueurs continuent par des parties rapides de 10 minutes par joueur et un incrément de 5 secondes par coup. L'utilisation du système des gladiateurs n'a pas affecté les deux premières places du championnat, qui a vu la victoire de Sune Berg Hansen devant Nicolai Vesterbaek Pedersen. |
| 2007  | Aalborg       | Sune Berg Hansen              | Le championnat de 2007 s'est jouée ous la forme d'un système suisse de 24 joueurs en 9 rondes. Il a été organisé à Aalborg du 31 mars au 8 avril. Sune Berg Hansen a conservé son titre en gagnant pour la troisième fois consécutive (quatre championnats au total jusqu'alors), sur un score de 6,5 /9. Dans la lutte pour la deuxième place, avec 6 points, Allan Stig Rasmussen a raté sa deuxième norme de grand maître pour un demi-point seulement. |
| 2008  | Silkeborg     | Peter Heine Nielsen           | Le championnat 2008 s'est tenu à Silkeborg du 15 au 23 mars. Il s'est joué sous la forme d'un système suisse de 20 joueurs et 9 rondes. Peter Heine Nielsen l'a remporté avec 7 points sur 9. Il s'agissait du premier championnat qu'il jouait en cinq ans. Lars Schandorff a terminé deuxième avec 6 points. Le tenant du titre, Sune Berg Hansen, a partagé la troisième place avec 5½.. |
| 2009  | Silkeborg     | Sune Berg Hansen              | |
| 2010  | Hillerød      | Allan Stig Rasmussen          | |
| 2011  | Odense        | Allan Stig Rasmussen          | |
| 2012  | Elseneur      | Sune Berg Hansen              | |
| 2013  | Elseneur      | Davor Palo                    | |
| 2014  | Skørping      | Allan Stig Rasmussen          | |
| 2015  | Svendborg     | Sune Berg Hansen              | |
| 2016  | Svendborg     | Mads Andersen                 | |
| 2017  | Skørping      | Mads Andersen                 | |
| 2018  | Svendborg     | Bjørn Møller Ochsner          | |
| 2019  | Svendborg     | Allan Stig Rasmussen          | |
| 2020  | Svendborg     | Mads Andersen[1]              | |
| 2021  | Svendborg     | Allan Stig Rasmussen[2]       | |
| 2022  | Svendborg     | Martin Haubro (da)[3]         | |
| 2023  | Svendborg     | Boris Chatalbashev[4]         | |
| 2024  | Svendborg     | Boris Chatalbashev[5]         | |
| 2025  | Svendborg     | Jesper Thybo[6]               | |

## Championnats féminins
- 1935 : Helene Thierry
- 1936 à 1939 : Ingrid Larsen
- 1940 et 1942 : Lydia Heesche
- 1943 à 1946 : Ingrid Larsen
- 1947 : Lis Grødde
- 1948 et 1949 : Ingrid Larsen
- 1950 : Gudrun Levald
- 1951 : Antonina Enevoldsen
- 1952 : Merete von Holstein-Rathlou
- 1953 : Ingrid Larsen
- 1954 : Antonina Enevoldsen
- 1955 : Emma Christensen
- 1956 et 1957 : Ingrid Larsen
- 1958 et 1959 : Merete Haahr
- 1960 : Ingrid Larsen
- 1961 : Inger Johannesen
- 1962 : Merete Haahr
- 1963 : Gudrun Levald
- 1964 : Inger Christensen
- 1965 : Ingrid Larsen
- 1966 et 1967 : Merete Haahr
- 1968 : Antonina Enevoldsen
- 1969 : Ingrid Larsen
- 1970 : Merete Haahr
- 1974 : Nina Høiberg
- 1975 : Merete Haahr
- 1976 à 1978 : Nina Høiberg
- 1983 : Ingrid Larsen
- 1984 et 1985 : Louise Fredericia
- 1986 : Nina Høiberg
- 1987 : Maj Theander
- 1988 : Christine Jensen
- 1989 : Malene Lastein
- 1990 : Gitte Blicher Møller Jønshøj
- 1991 à 1993 : Nina Høiberg
- 1994 : Tanya Stewart
- 2015 : Sandra de Blecourt Dalsberg
- 2016 : Ellen Fredericia Nilssen
- 2019 : Esmat Susanne Guindy
- 2020 : Elen Kakulidis
- 2021 : Elena Gerassimovich Steffensen
- 2022 : Lousie Fredericia
- 2023 : Ellen Fredericia Nilssen

## Champions d'échecs par correspondance
30. Axel Nielsen (1955-1957) 

31. Krapup  Dinsen  (1956-1958) 

32. Axel Nielsen  (1957-1958)  

33. Axel Nielsen  (1958-1960)  

34. Axel Nielsen  (1959-1961]  

35. J. Christensen  (1960-1962)  

36. Axel Nielsen  (1961-1963)  

37. Axel Nielsen  (1962-1964)  

38. Axel Nielsen  (1963-1965)  

39. Axel Nielsen  (1964-1966)  

40. Gunnar Nielsen  (1965-1967)  

41. Gunnar Nielsen  (1966-1968)  

42. P. Larsen  (1967-1969)  

43. Axel Nielsen  (1968-1970)  

44. Axel Nielsen  (1969-1971)  

45. Gunnar Nielsen  (1970-1972)  

46. Jens Otto Pedersen  (1971-1973)  

47. Johannes Brix Hansen  (1972-1974)  

48. Axel Nielsen  (1973-1975)  

49. Arne Sorensen  (1974-1976)  

50. Jens Christian Lunn, Carsten Hansen 

51.  Sigfried From   (1976-1978)  

52. Niels Granberg  (1977-1979)  

53. Lars Hyldkrog   (1978-1980)  

54. Allan Poulsen  (1979-1981)  

55. Erik Frederiksen  (1980-1982)  

56. Niels Granberg  (1981-1983)  

57. Aage Ingerslev  (1982-1984)  

58. Henning Nielsen  (1983-1985)  

59. Alan Poulsen  (1984-1986)  

60. Bent Christensen  (1985-1987)   

61. Vagn Jensen  (1986-1988)  

62. Vagn Jensen  (1987-1989)  

63. Viggo Bové Quist  (1988-1990)  

64. Niels Jørgen Fries Nielsen  (1989-1991)  

65. Sven Jardorf  (1990-1992)  

66. henrik Holsgaard  (1991-1993)  

67. Niels Jørgen Fries Nielsen  (1992-1994)  

68. Jens Ove Fries Nielsen  (1993-1995)  

69. Arne Bjørn Jørgensen  (1994-1996)  

70. Arne Bjørn Jørgensen  (1995-1997)  

71. Hans Tanggaard  (1996-1998)  

72. Bjørn Laursen  (1997-1999)  

73. Finn Kristensen (1998-2000)  

74. Eskild Jørgensen  (1999-2001)  

75. Svend Eric Kramer  (2000-2002)  

76. Svend Eric Kramer  (2001-2003)  

77. Kaj Vermehren (2002-2004)  

78. Turner Teimer  (2003-2005)  

79. Torner Teimer  (2004-2006)    

80. Tonny Christiansen  (2005-2007)   
 
81. Søren Rud Ottesen (2006-2008)   

82. Søren Rud Ottesen (2007-2009)   

83. Søren Rud Ottesen (2008-2010)   

84. Claus Jensen  (2009-2011)   

85. Ejvind Jensen (2010-2012)   

86. Svend Nørrelykke  (2011-2012)   

87. Søren Rud Ottesen (2012-2014)   

88. Søren Rud Ottesen  (2013-2014)   

89. Svend Nørrelykke (2014-2016)   

90. Brian Jørgen Jørgensen (2015-2016)   

91. Maxim Konstantinov  (2016-2017)   

92. Lars Hyldkrog (2018-2019)   

93. Morten Møller Hansen, Tommy Jensen  (2019-2020)   

94. Maxim Konstantinov (2020)   

95. Maxim Konstantinov (2021)   

96. Michael Sørensen (2022)   

97. Ali Araghi (2023)   

98. Frank Vang, Ali Araghi (2024)   